# エルンスト・カシミール・ファン・オラニエ＝ナッサウ
エルンスト・カシミール・ファン・オラニエ＝ナッサウ（Ernst Casimir van Oranje-Nassau, 1822年5月21日 - 1822年10月22日）は、オランダの王族。全名はヴィレム・アレクサンダー・フレデリック・エルンスト・カシミール（Willem Alexander Frederik Ernst Casimir）。オランダ王ヴィレム2世の四男。

## 人物
エルンスト・カシミールは1822年5月21日、オラニエ公ヴィレム（後のオランダ王ヴィレム2世）とその妃であったロシア皇帝パーヴェル1世の皇女アンナの間に第四子としてスーストダイク宮殿（ユトレヒト州バールン）で生まれた。6月18日にアムステルダムの新教会で洗礼を受けたが、水頭症のため10月22日にブリュッセルで死去した。満1歳にもなっていなかった。